# Rally de Turquía de 2006
El Rally de Turquía de 2006, oficialmente 4th Rally of Turkey, fue la decimotercera ronda de la temporada 2006 del Campeonato Mundial de Rally. Se celebró en las cercanías de Kemer, Antalya, entre el 13 y el 15 de octubre y contó con un itinerario de diecinueve tramos sobre tierra que sumaban un total de 337.79 km cronometrados.

## Itinerario y ganadores
| Día        | Tramo | Hora  | Tramo                | Distancia | Ganador         | Tiempo          | Líder rally     |
| ---------- | ----- | ----- | -------------------- | --------- | --------------- | --------------- | --------------- |
| 1 (13 Oct) | SS1   | 07:58 | Perge 1              | 22.43     | Tramo cancelado | Tramo cancelado | Tramo cancelado |
| 1 (13 Oct) | SS2   | 08:41 | Myra 1               | 24.14     | Tramo cancelado | Tramo cancelado | Tramo cancelado |
| 1 (13 Oct) | SS3   | 09:24 | Kumluca 1            | 9.89      | Marcus Grönholm | 7:42.7          | Marcus Grönholm |
| 1 (13 Oct) | SS4   | 12:22 | Perge 2              | 22.43     | Tramo cancelado | Tramo cancelado | Marcus Grönholm |
| 1 (13 Oct) | SS5   | 13:05 | Mrya 2               | 24.14     | Marcus Grönholm | 8:54.0          | Marcus Grönholm |
| 1 (13 Oct) | SS6   | 13:48 | Kumluca 2            | 9.89      | Marcus Grönholm | 7:21.3          | Marcus Grönholm |
| 1 (13 Oct) | SS7   | 16:11 | Tekirova 1           | 5.50      | Petter Solberg  | 4:46.5          | Marcus Grönholm |
| 1 (13 Oct) | SS8   | 17:09 | Phaselis             | 29.28     | Petter Solberg  | 24:17.1         | Marcus Grönholm |
| 1 (13 Oct) | SS9   | 19:22 | Akdeniz University 1 | 5.19      | Petter Solberg  | 4:12.6          | Marcus Grönholm |
| 2 (14 Oct) | SS10  | 08:33 | Kemer 1              | 20.50     | Petter Solberg  | 14:54.9         | Marcus Grönholm |
| 2 (14 Oct) | SS11  | 09:21 | Silyon 1             | 27.36     | Marcus Grönholm | 20:55.9         | Marcus Grönholm |
| 2 (14 Oct) | SS12  | 12:04 | Kemer 2              | 20.50     | Marcus Grönholm | 14:26.7         | Marcus Grönholm |
| 2 (14 Oct) | SS13  | 12:52 | Silyon 2             | 27.36     | Mikko Hirvonen  | 20:21.4         | Marcus Grönholm |
| 2 (14 Oct) | SS14  | 16:00 | Chimera 1            | 16.90     | Petter Solberg  | 12:22.5         | Marcus Grönholm |
| 2 (14 Oct) | SS15  | 16:58 | Phaselis 2           | 29.28     | Dani Sordo      | 24:52.3         | Marcus Grönholm |
| 2 (14 Oct) | SS16  | 19:11 | Akdeniz University 2 | 5.19      | Mikko Hirvonen  | 4:06.5          | Marcus Grönholm |
| 3 (15 Oct) | SS17  | 09:48 | Tekirova 2           | 5.50      | François Duval  | 4:11.5          | Marcus Grönholm |
| 3 (15 Oct) | SS18  | 10:31 | Chimera 2            | 16.90     | Petter Solberg  | 12:06.9         | Marcus Grönholm |
| 3 (15 Oct) | SS19  | 11:19 | Olympos              | 28.54     | Petter Solberg  | 21:47.3         | Marcus Grönholm |

## Clasificación final
| Pos.    | Piloto            | Copiloto          | Automóvil            | Tiempo    | Diferencia | Puntos  |
| General | General           | General           | General              | General   | General    | General |
| ------- | ----------------- | ----------------- | -------------------- | --------- | ---------- | ------- |
| 1       | Marcus Grönholm   | Timo Rautiainen   | Ford Focus RS WRC 06 | 3:28:16.3 | 0.0        | 10      |
| 2       | Mikko Hirvonen    | Jarmo Lehtinen    | Ford Focus RS WRC 06 | 3:30:39.7 | 2:23.4     | 8       |
| 3       | Henning Solberg   | Cato Menkerud     | Peugeot 307 WRC      | 3:31:22.3 | 3:06.0     | 6       |
| 4       | Xavier Pons       | Carlos Del Barrio | Citroën Xsara WRC    | 3:31:43.7 | 3:27.4     | 5       |
| 5       | Kosti Katajamäki  | Timo Alanne       | Ford Focus RS WRC 04 | 3:31:44.8 | 3:28.5     | 4       |
| 6       | Chris Atkinson    | Glenn MacNeall    | Subaru Impreza WRC   | 3:31:52.8 | 3:36.5     | 3       |
| 7       | Dani Sordo        | Marc Marti        | Citroën Xsara WRC    | 3:32:41.1 | 4:24.8     | 2       |
| 8       | Manfred Stohl     | Ilka Minor        | Peugeot 307 WRC      | 3:32:46.6 | 4:30.3     | 1       |
| JWRC    |                   |                   |                      |           |            |         |
| 1.      | Urmo Aava         | Kuldar Sikk       | Suzuki Swift S1600   | 4:02:06.5 | 0.0        | 10      |
| 2.      | Conrad Rautenbach | David Senior      | Renault Clio S1600   | 4:02:37.2 | 30.7       | 8       |
| 3.      | Jozef Béreš       | Petr Starý        | Suzuki Ignis S1600   | 4:02:46.0 | 39.5       | 6       |
| 4.      | Guy Wilks         | Phil Pugh         | Suzuki Swift S1600   | 4:04:16.6 | 2:10.1     | 5       |
| 5.      | Kris Meeke        | Glenn Patterson   | Citroën C2 S1600     | 4:05:20.9 | 3:14.4     | 4       |
| 6.      | Martin Prokop     | Jan Tománek       | Citroën C2 S1600     | 4:07:55.0 | 5:48.5     | 3       |
| 7.      | Julien Pressac    | Jacques Boyere    | Citroën C2 S1600     | 4:12:23.0 | 10:16.5    | 2       |
| 8.      | Bernd Casier      | Frédéric Miclotte | Renault Clio S1600   | 4:15:10.9 | 13:04.4    | 1       |